# Orden (biologi)
| Biologisk klassifikation                                                             |
| ------------------------------------------------------------------------------------ |
| Domæne Rige Række / Division Klasse Orden Familie Tribus Slægt Art Underart Varietet |

 For alternative betydninger, se Orden. (Se også artikler, som begynder med Orden)
En orden er en gruppe indenfor den biologiske systematik og en undergruppe til de biologiske klasser. En orden består selv af en eller flere familier, der inddeles i slægter og arter.

## Varianter af ordner
Undertiden er det formålstjenligt at dele en gruppe af organismer ind i flere forskellige niveauer mellem familie og klasse. I så fald kan flere varianter af ordensbegrebet anvendes. Ordnet fra højeste til laveste niveau:
- Magnorden
- Overorden
- Orden
- Underorden
- Infraorden
- Parvorden

Disse niveauer anvendes f.eks. i tilfælde af store ordener (mange familier) eller når en orden i visse henseender har tydelige undergrupper.

## Eksempler på planteordner
- Rosen-ordenen (Rosales)
- Græs-ordenen (Poales)
- Kinatræ-ordenen (Sapindales)
- Peber-ordenen (Piperales)
- Asparges-ordenen (Asparagales)
- Lilje-ordenen (Liliales)
- Ærteblomst-ordenen (Fabales)
- Ensian-ordenen (Gentianales)
- Hornblad-ordenen (Ceratophyllales)
- Stenbræk-ordenen (Saxifragales)
- Kurvblomst-ordenen (Asterales)
- Ranunkel-ordenen (Ranunculales)

| Biologi | Spire Denne artikel om biologi er en spire som bør udbygges. Du er velkommen til at hjælpe Wikipedia ved at udvide den. |